# ドアダッシュ
ドアダッシュ（英: DoorDash, Inc.）は、アメリカ合衆国カリフォルニア州サンフランシスコに本社を置く、オンデマンドフードデリバリーサービス運営企業。スタンフォード大学の学生トニー・シュー、スタンリー・タン、アンディ・ファンおよびエヴァン・ムーアによりパロアルトで設立された。

## 概要
契約したレストランのテイクアウトメニューを自宅に届けるサービスを提供している。利用者はアプリから欲しいメニューを選択すると、レストランの混雑具合や推定到着時間が通知され、料理の完成・集荷・料理が家からどれくらいの距離に来ているか逐次報告が入る。
配送はダッシャーと呼ばれる請負人が行う。ダッシャーは配達可能なエリアと最低受注額と勤務時間をアプリに入力し勤務時間帯に待機する。利用者から注文が入るとドアダッシュから最適なダッシャーに配送オファーが入り、ダッシャーは2分以内に受けるかどうかを返答し配送を行う。ドアダッシュはレストランから売上の25~30％を受取り、ダッシャーには1件あたりの報酬は概ね5～8ドル支払われるが、日本でのサービス料金は現在公開されていない。
サンフランシスコ・ベイエリアでこのようなデリバリーサービスが普及したのは、元々徒歩圏内にコンビニやスーパーが存在せず、食品や日用品は一度に大量に買い貯めする消費習慣が根付いていることや、飲食店も移動を必要としていたためデリバリーを利用して自宅で食べる中食が好まれる背景があった。スマートフォンの普及によりユーザーがオンデマンドで時間・場所を問わず注文可能になった事や必要な時に配達の仕事をオファーしマッチング可能になった事で利用が急速に拡大した。
2022年6月1日、同業会社であるWoltを買収。これに伴い、日本では同サービスに集約することになり、本サービスの展開は同年8月31日で終了する事になった。

## 沿革
- 2013年5月 - アンディ・ファン、スタンリー・タン、トニー・シュー、エバン・ムーアによりPalo Alto Delivery設立。
- 2013年6月21日 - DoorDash, Inc.に社名変更[7]。
- 2013年9月 - Khosla Ventures（英語版）、Charles River Ventures（英語版）から資金調達[8]。
- 2014年5月22日 - シリーズAラウンドでセコイア・キャピタルより1730万ドル調達[9]。
- 2015年3月17日 - シリーズBラウンドでKleiner Perkins Caufield & Byers（英語版）より$4000万ドル調達[10]。
- 2015年7月16日 - タコベルと提携[11]。
- 2015年8月20日 - New Montgomery Street（英語版）に本社を移転[12]。
- 2015年9月1日 - セブンイレブンと提携[13][14]。
- 2015年9月23日 - 独立系請負業者より訴えられる[15]。
- 2015年11月6日 - In-N-Out Burgerより商標権侵害訴訟を起こされる[16]。
- 2015年11月11日 - KFCコーポレーションと提携[17]。
- 2016年3月22日 - シリーズCラウンドでセコイア・キャピタルより$1億2700万ドル調達[18]。
- 2017年1月18日 - スターシップ・テクノロジーズ社と提携しレッドウッドシティにて自走式配達ロボットの試験を開始[19]。
- 2017年3月1日 - マクドナルドがカーブサイド・デリバリーを発表[20]。
- 2017年3月3日 - バージニア州で自走式配達ロボットによる荷物配送業務を認める法案が成立[21]。
- 2017年4月10日 - 独立系請負業者33,744人と和解。解決金に500万ドル支払う[22]。
- 2017年7月6日 - バスキン・ロビンスと提携[23]。
- 2017年9月14日 - 物流スタートアップRickshawを買収[24]。
- 2017年10月13日 - Facebookにフードデリバリーの注文機能が実装される[25]。
- 2018年3月1日 - シリーズDラウンドでソフトバンク・ビジョン・ファンド、セコイア・キャピタルより5億3500万ドル調達[26]。
- 2019年8月1日 - 競合のキャビア社（Caviar）を4億1000万ドルで買収[27]。